# Roodwangschreeuwuil
De roodwangschreeuwuil (Megascops guatemalae) is een vogel uit de familie Strigidae (uilen).

## Verspreiding en leefgebied
Deze soort komt voor van noordwestelijk en noordoostelijk Mexico tot noordelijk Nicaragua en telt vijf ondersoorten:
- M. g. hastatus: van Sonora en Chihuahua tot Sinaloa, Oaxaca (Mexico).
- M. g. cassini: van Tamaulipas tot noordelijk Veracruz  (oostelijk Mexico).
- M. g. fuscus: centraal Veracruz (oostelijk Mexico).
- M. g. guatemalae: van Yucatán, Cozumel, zuidoostelijk Veracruz en noordoostelijk Oaxaca (Mexico) tot Honduras.
- M. g. dacrysistactus: noordelijk Nicaragua.

## Externe link

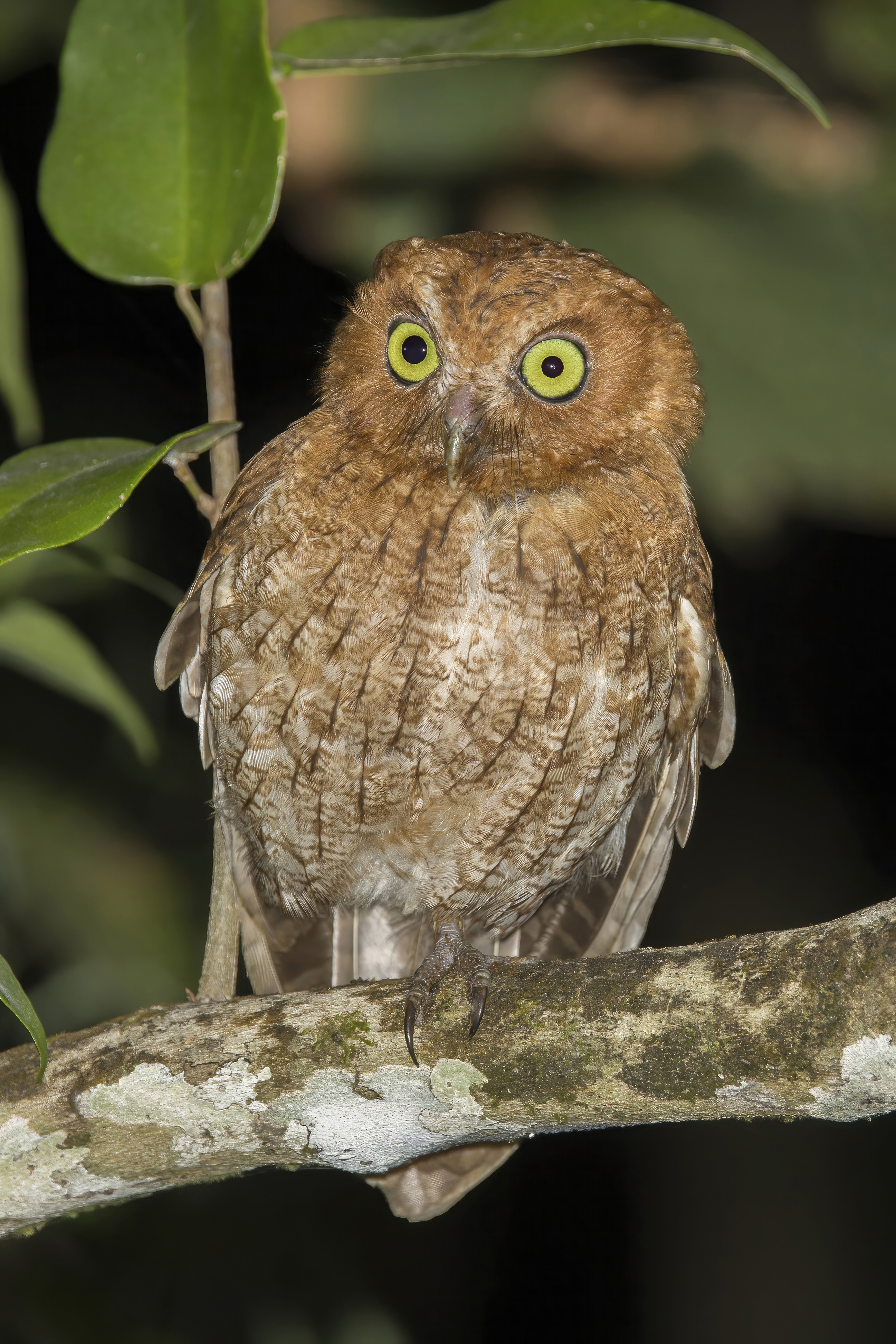